# Emil Brüllmann
Emil Brüllmann (* 20. Juni 1902 in Stuttgart; † 30. Oktober 1988 ebenda) war ein deutscher Bildhauer und Grafiker.

## Leben und Werk
Emil Brüllmann studierte an der Kunstakademie Berlin und an der Kunstakademie Florenz.
1926 nahm er erstmals an einer Ausstellung der Stuttgarter Sezession teil. 1946/1947 war Brüllmann an der Gründung der Freien Kunstschule Stuttgart beteiligt. Er übernahm dort die Leitung einer Bildhauerklasse. Von 1956 bis 1967 wirkte Brüllmann als Dozent an der Staatsbauschule Stuttgart, der heutigen Fachhochschule für Technik Stuttgart. Brüllmann lebte in seinem Ruhestand lange in der Schweiz.

## Werke im Einzelnen

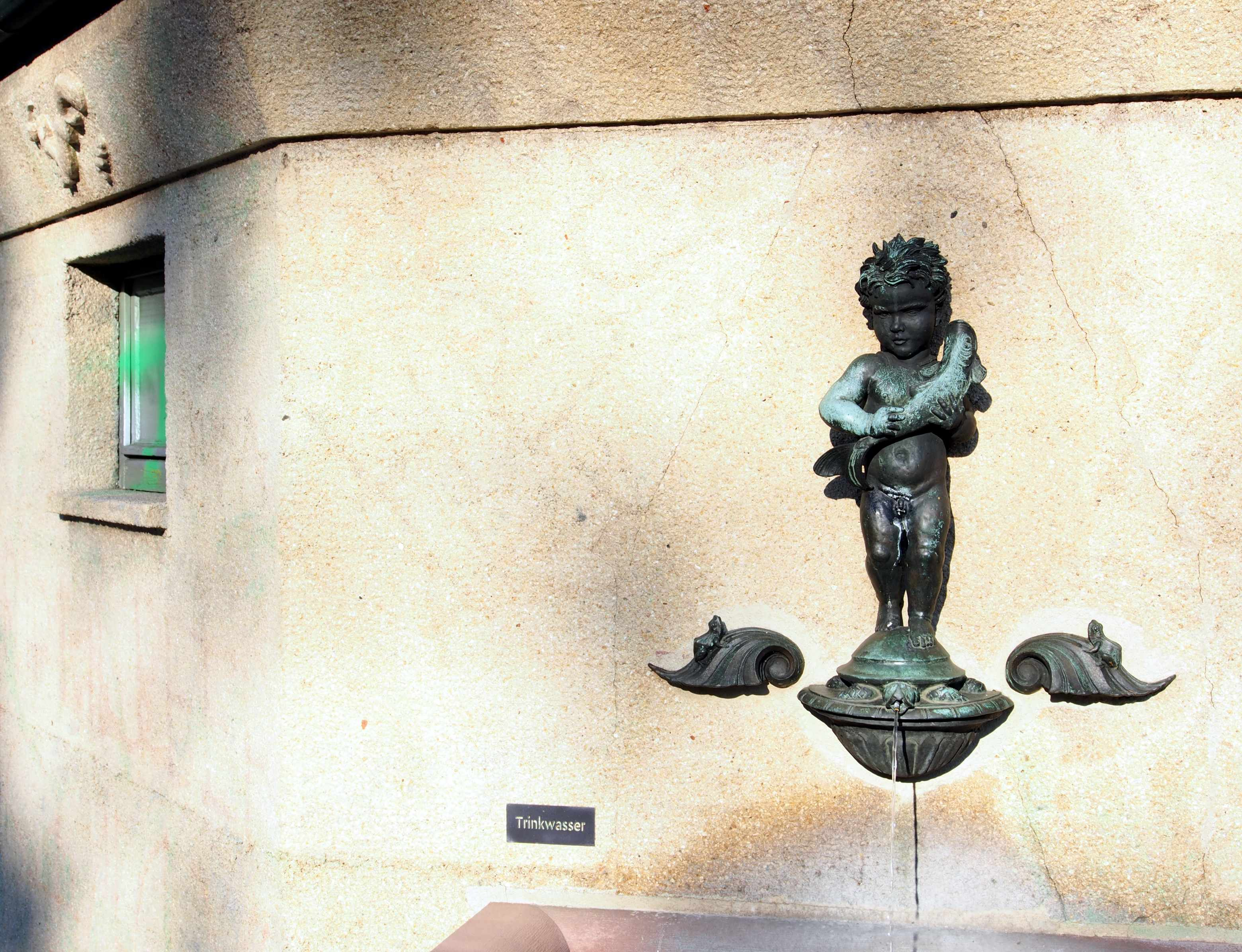
Doggenburg, Brunnen am Wartehäuschen

1928 (zusammen mit Vater Jakob Brüllmann) Relief mit Darstellung der Zeitungsproduktion und Porträt von Generaldirektor Carl Esser in ehem. Schalterhalle des Tagblatt-Turms in Stuttgart, Eberhardstr. 61, Kunststein;
1929 Luther mit Schülerinnen, Relief in Majolika-Technik in Eingangshalle des Mörike-Gymnasiums, urspr. ev. Töchterinstitut, Stuttgart, Arminstraße 30;
1935 Lenzhalden- alias Doggenburg-Brunnen an Doggenburg/Lenzhalde in Stuttgart - Nord mit Wasserspeier in Gestalt eines Knaben mit Fisch als Hochrelief, Sandstein und Bronze.

## Privates
Emil Brüllmann war mit der Tänzerin und Tanzpädagogin Grete Breitkreuz verheiratet. Er war der Sohn des Bildhauers Jakob Brüllmann.